# 462 a. C.
El año 462 a. C. fue un año del calendario romano prejuliano. En el Imperio romano se conocía como el Año del consulado de Tricipitino y Cicurino (o menos frecuentemente, año 292 Ab urbe condita). 

## Acontecimientos

### Grecia
- Durante su gobierno, Efialtes despoja a los arcontes atenienses de su poder e impulsa la instauración de la democracia al trasladar las competencias del Areópago a la Ekklesía, a la Heliaía y la Boulé.[1]
- La rebelión de Egipto recibe la ayuda de Atenas, quienes envían desde Chipre a 200 navíos que remontan el Nilo hasta la ciudad de Menfis.
- Los atenienses, tras tres años de asedio, rinden la rebelde ciudad de Tasos, que debe entregar su flota.
- Los persas Artabazo y Megabizo II reciben, para sofocar la rebelión egipcia, el mando de un ejército de 300.000 hombres. Comienza la III Guerra Médica.
- Victoria de la flota ateniense sobre la flota persa de 80 naves.

### República Romana
- Victoria de los cónsules Lucrecio y Veturio sobre los ejércitos volscos y ecuos que asediaban Roma.

## Fallecimientos
- Temístocles, político ateniense.
- Aquémenes, sátrapa persa de Egipto.